# Victoria Woodhull

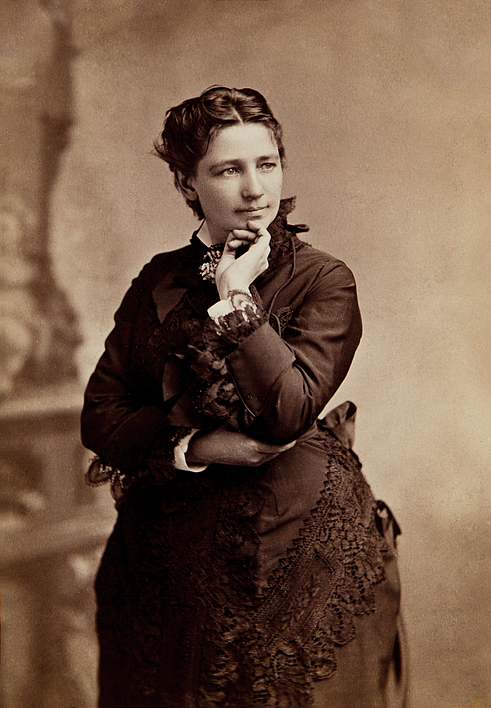
Victoria Woodhull (1874)

Victoria Claflin Woodhull Martin, auch Victoria Woodhull Martin, (* 23. September 1838 in Homer, Licking County, Ohio; † 9. Juni 1927 in Tewkesbury, England) war eine US-amerikanische Journalistin, Zeitungsverlegerin, Finanzmaklerin, Spiritistin und eine bekannte Frauenrechtlerin des 19. Jahrhunderts. Außerdem setzte sie sich für soziale Reformen und die Gleichberechtigung der Afroamerikaner ein. Sie war zudem die erste Frau, die für die US-Präsidentschaft kandidierte – bei der Präsidentschaftswahl 1872. Für ihre Vorträge vor großem Publikum wurde die überzeugende Rednerin gut dotiert. Zu Lebzeiten – vor allem als Anhängerin der freien Liebe – heftig umstritten, geriet sie nach ihrem Tod weitgehend in Vergessenheit oder wurde negativ bewertet. Während sie in den Vereinigten Staaten, insbesondere seit dem Ende des 20. Jahrhunderts, erneut Aufmerksamkeit erregt, gab es im deutschsprachigen Raum nur wenige Veröffentlichungen. Die Medienresonanz stieg 2016 mit der Bewerbung Hillary Clintons als Präsidentschaftskandidatin der USA erheblich an.

## Leben und Wirken

### Kindheit
Victoria California Claflin war das siebte von zehn Kindern von Reuben Buckman Claflin und seiner Ehefrau Roxanna Claflin, geborene Hummel. Die sozial randständigen Eltern, die von bezahltem Wahrsagen lebten, teilweise verbunden mit Erpressung, wurden mehrmals polizeilich u. a. wegen Erpressung, Quacksalberei oder Betreibung eines Bordells gesucht. Sie wechselten daher häufig den Wohnort, lediglich in Homer blieben sie bis zu Victorias achtem Lebensjahr. Die Kinder wuchsen in einer Umgebung auf, die durch Gewalt des Vaters und ekstatische übersinnliche Erfahrungen der selbstbewussten Mutter geprägt war, fernab sozialer Tatsachen, beispielsweise hinsichtlich der untergeordneten Stellung der Frau in der Gesellschaft. Victoria ging nur ca. drei Jahre, bis zu ihrem 11. Lebensjahr, und mit Unterbrechungen zur Schule. Sie musste schon im frühen Kindesalter als Hellseherin und Wahrsagerin arbeiten und trug in großem Maße zum Lebensunterhalt der Familie bei.
Immer wieder zeigte sie sich – auch gemeinsam mit ihrer 1846 geborenen Schwester Tennessee Celeste Claflin – verantwortlich für die Großfamilie. Sie glaubte an den Spiritismus, vermeinte Visionen über die Zukunft zu haben und führte ihre politischen und sozialen Ideen auf die Geisterwelt zurück. Viele Jahre lang behauptete sie, dass ihr wiederholt der Geist des antiken griechischen Redners und Staatsmanns Demosthenes erschienen sei und Anweisungen für ihr Leben erteilt habe.

### Aufbruch
Um den Verhältnissen zu entkommen, heiratete sie 1853 mit 15 Jahren den Arzt Canning H. Woodhull, den sie zuvor als Kunden getroffen hatte. Das Ehepaar hatte zwei Kinder, den geistig behinderten Sohn Byron, geb. Ende 1854, und die Tochter Zulu Maud, geb. im April 1861. Da Woodhull Alkoholiker war, sorgte sie allein für den Unterhalt ihrer Familie, zunächst in der Goldgräberstadt San Francisco als Schauspielerin, ein Gewerbe, das zu dieser Zeit in den USA wenig anerkannt und für Frauen häufig mit sexuell stimulierenden Vorführungen und teilweise mit Prostitution verbunden war. Nach der Rückkehr der jungen Familie zu Victorias Eltern war sie als Geistheilerin tätig. 1864 ließ Victoria sich im Alter von 26 Jahren scheiden, behielt aber den Namen Woodhull bei.

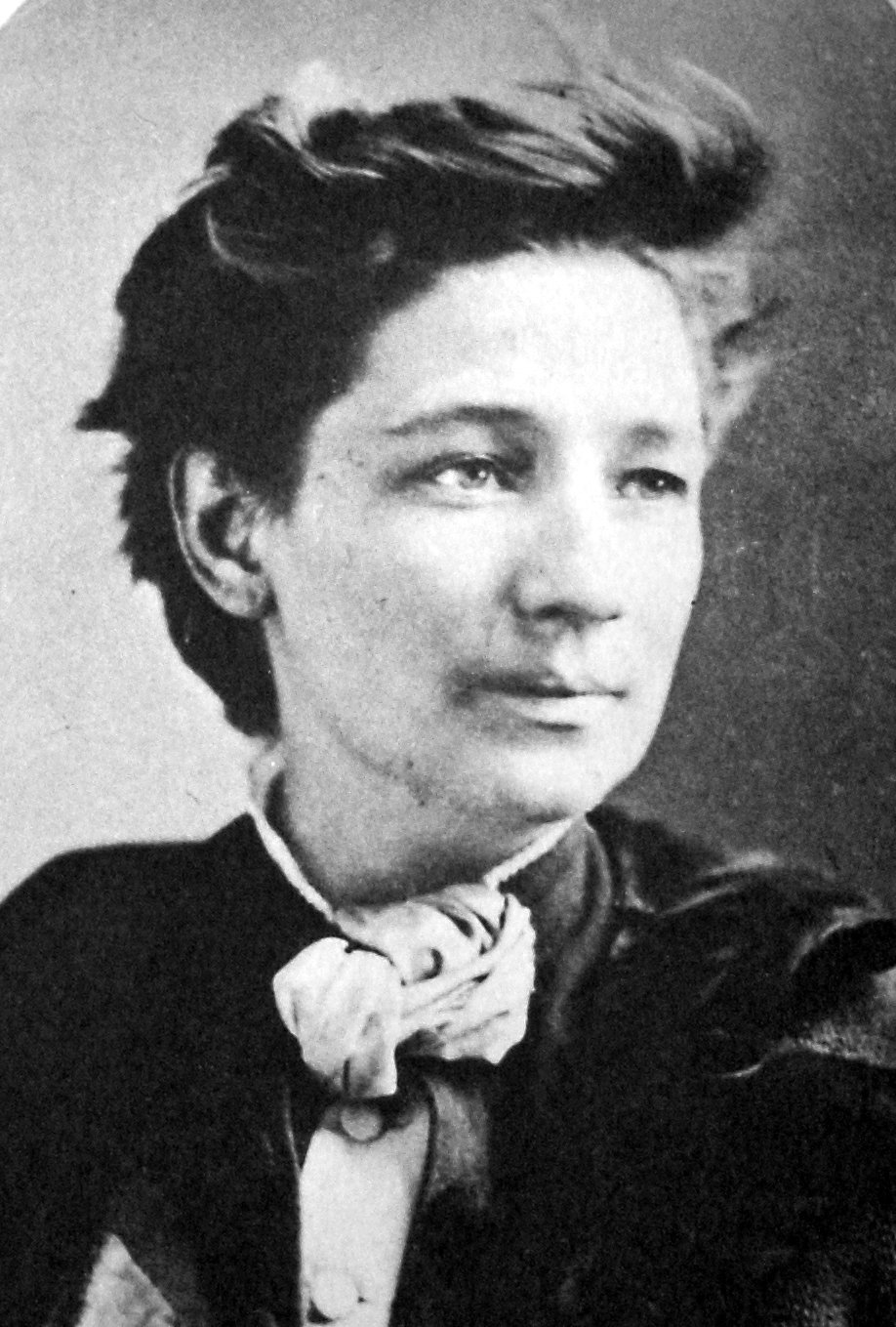
Victoria Woodhull, um 1860

Als magnetische Heilerin und Wahrsagerin machte sie sich 1864 in St. Louis selbstständig und begegnete dem verheirateten, gebildeten und ehemals gut situierten Bürger Oberst James Harvey Blood, der sich aufgrund von Erfahrungen im amerikanischen Bürgerkrieg dem Spiritismus zugewandt und verschuldet hatte. Das Paar begab sich 1866 in einem Planwagen auf Reisen und lebte von Victorias ertragreicher Tätigkeit. Zurück in St. Louis, tilgte Blood seine Verbindlichkeiten, übertrug verbliebenes Eigentum auf seine Ehefrau und die Kinder und erreichte die Scheidung. Im Sommer desselben Jahres heiratete Victoria Woodhull den fünf Jahre älteren James Blood in Dayton, weil sich dort auch Geschiedene trauen lassen durften. Nach dieser zweiten Heirat nannte Victoria sich weiterhin Woodhull, eventuell weil der Name Blood (dt. Blut) ungünstige Assoziationen für ihre Tätigkeiten als Heilerin und spirituelle Beraterin hätte wecken können. Die beiden gaben vor, dass ihre Ehe zwei Jahre später aus weltanschaulichen Gründen, nämlich wegen ihres Idealbildes freier Liebe, geschieden worden sei. Allerdings ließ sich Victoria erst 1876 scheiden. Ihre jüngere Schwester Tennessee, die durch zwielichtige spiritistische Angebote und Prostitution zur Haupternährerin der Familie geworden war, kam wiederholt mit der Polizei in Konflikt. Sie zog zu ihrer Schwester und wurde Teil der Lebens- und Arbeitsgemeinschaft, die, der freien Liebe verpflichtet, insgesamt zehn Jahre dauerte.
Mit Blood traf Victoria Woodhull zum ersten Mal auf einen Intellektuellen, der sie u. a. mit politischen, antirassistischen und sozialen Reformbewegungen, sozialistischem und anarchistischem Gedankengut und Ansätzen zur Überwindung der Benachteiligung von Frauen bekannt machte, darunter auch radikalen Ideen. Er sprach sich nicht nur für das Frauenwahlrecht, sondern für die – aus dem europäischen Frühsozialismus stammende – Lebensform der sogenannten Free Lovers aus, die Victoria fernab von jeder Theorie bereits ausübte. Die Woodhull-Biografin Antje Schrupp (2016) schreibt über diese Verbindung:
„Man kann sich vorstellen, welche Inspiration James Blood und Victoria Woodhull füreinander gewesen sein müssen. Er bot ihr die Möglichkeit, ihre Ansichten und Erfahrungen in einer «Theorie» wiederzufinden, und gab ihr das Selbstvertrauen, mit ihren Überzeugungen und ihrer Lebensweise auch Menschen aus der Mittelklasse gegenüberzutreten. Und sie ermöglichte ihm den Ausbruch aus spießbürgerlichen Verhältnissen, die Umsetzung seiner Theorien in die Praxis.“

### New York

#### Begegnung mit Cornelius Vanderbilt
1868 zog Victoria Woodhull mit ihrer Schwester Tennessee Claflin und James Blood nach New York City. Während Blood als Zeitungsredakteur arbeitete, nahmen die Schwestern Kontakt zur Prostitutionsszene auf und boten dort ihre spiritistischen Dienstleistungen, aber auch Essigschwämme zur Verhütung, an. Woodhull traf auf die Betreiberin eines Edelbordells für Spitzenpolitiker und führende Unternehmer. Zu dieser Zeit war es Frauen verboten, Börsengeschäfte zu tätigen. So besprachen die Finanzmakler ihre Angelegenheiten offen vor den Prostituierten oder ihren Liebhaberinnen, von denen einige ihr Wissen mutmaßlich gegen Bezahlung an Woodhull weitergaben. Die Familie war inzwischen nachgereist, und der Haushalt umfasste später zeitweise insgesamt 16 Personen.
Im selben Jahr lernten die Schwestern den aus der Unterschicht zum Multimillionär aufgestiegenen Eisenbahnunternehmer Cornelius Vanderbilt kennen, der ebenfalls zum Spiritismus neigte. Vanderbilt machte Claflin zu seiner Heilerin und Geliebten und Woodhull zu seiner hellsehenden Finanzberaterin. Mit den Informationen, die die Schwestern zusammentrugen, konnte Blood an der Börse erfolgreich spekulieren. Vanderbilt beteiligte Woodhull seit November 1868 zu einem bestimmten Prozentsatz an seinen Gewinnen an der Börse und entlohnte Tennessee Claflin großzügig. Nach besonders lukrativen Börsengeschäften, die Vanderbilt auf Woodhulls hellseherische Fähigkeiten zurückführte, vermehrte sich das Vermögen der Schwestern enorm, und sie führten ein Luxusleben. Als Vanderbilt beim großen Finanzcrash im September 1869 auf die in „Trance“ vermittelten Ratschläge Woodhulls einging, stieg der Reichtum immens an. Victorias Tipps beruhten laut Schrupp (2002) auf Angaben einer Freundin, der Geliebten des Konkurrenten Vanderbilts James Fisk, Josie Mansfield. 50 Prozent der erzielten Gewinne, ungefähr 650 000 Dollar, gingen an Woodhull.

#### Börsenmaklerin an der Wallstreet
Im Januar 1870 eröffneten die Schwestern das erste von Frauen geführte Maklerbüro an der Wall Street unter dem Namen Woodhull, Claflin & Co. Die beiden Unternehmerinnen waren damit sehr erfolgreich und erwirtschafteten beträchtliche Gewinne. Neben Männern waren vor allem betuchte Frauen die umworbene Zielgruppe. Blood war Angestellter und diente als Vermittler für die Kundinnen an der Börse. Das Presseecho, insbesondere im New York Herald, und die Reaktionen aus Finanzkreisen waren überwiegend positiv, wenngleich die Zeitungen die neue Firma eher als merkwürdig ansahen und boulevardesk berichteten, wozu die Schwestern mit großem Pomp beitrugen. Victoria Woodhull und Tennessee Claflin setzten Zeichen mit kurzen Haaren und männlichen Kleidungsstücken sowie professionellen Aussagen zum Börsengeschäft.
Dem Soziologen Urs Stähelin (2007) zufolge war sich Woodhull ihrer Provokation bewusst, als sie mit ihrer Schwester eine Brokerfirma unter weiblicher Führung gründete. Sie wollte damit die absolute Gleichheit der Geschlechter demonstrieren. Zur Eröffnung kamen unter Polizeischutz Massen von Schaulustigen zusammen. Ihre männliche Haltung und Kleidung als „karnevaleskes Spiel mit Geschlechtsidentitäten“ wird als doppelte Provokation gedeutet, als Steigerung des Skandalösen:
„Zum einen erinnert das Büro an die nicht-ökonomischen Ursprünge der Finanzspekulation – etwa an den engen Zusammenhang von stockpicking und Spiritismus oder an die kriminellen Ursprünge mancher Vermögen von Spekulanten. Diese klassische ideologiekritische Strategie wird zum anderen ergänzt durch eine Politik der Parodie. Die Claflin-Schwestern konstruierten eine hybride Figur des Brokers, die sich zwar den männlichen Regeln des Geschäfts unterwirft, diese Regeln aber gleichzeitig mit der Semantik weiblicher Verführungskraft und Sexualität offen vermischt.“
Die Schwestern betrieben in ihren Büroräumen eine Art wöchentlich tagenden, politischen Salon, in dem u. a. zahlreiche Journalisten, wenige Geschäftsleute und Politiker sowie Anhänger verschiedener Reformbewegungen verkehrten, darunter Frauenrechtlerinnen.
Den hohen Einnahmen standen noch höhere Ausgaben gegenüber. Die Schwestern kauften ein teures Haus, in dem die Großfamilie, Mutter, Vater sowie viele der Nachkommen – versorgt von Dienstpersonal – über ihre Verhältnisse lebte. Nachdem Vanderbilt seine Beziehung zu den Schwestern wegen eines Erpresserbriefes der Mutter Mitte 1871 beendet hatte, gelangten sie nicht mehr so leicht an die Informationen für gewinnträchtige Börsengeschäfte und verloren Kapital und Einfluss an der Wallstreet. Sie mussten ihr luxuriöses Haus und später ihre Büroräume verlassen. Außerdem waren die Pressemeldungen zunehmend negativ. Ab Mitte 1872 wurden sie öffentlich weitgehend ignoriert oder abwertend beurteilt. Wegen ihrer Herkunft aus der Unterschicht hatten sie trotz des Wohlstands kaum privaten Zutritt zu Finanzkreisen oder zum Bildungsbürgertum und wurden von Intellektuellen und Journalisten eher herablassend behandelt.

#### Haltung zur Frauenbewegung
Parallel zu ihren Börsenunternehmungen beschäftigte sich Woodhull weiterhin mit Frauenfragen und anderen sozialen und politischen Entwicklungen. Sie fand gemeinsam mit Blood Zugang zu feministischen, sozialistischen und freiheitlich denkenden Persönlichkeiten und deren Visionen. Laut einem Bericht in der New Yorker Zeitung The Evening Star, in dem sie als mögliche künftige Anführerin der Bewegung bezeichnet wurde, nahm sie im Januar 1869 erstmals als Zuhörerin an einem Kongress der Frauenbewegung in Washington teil und begegnete dort bekannten Frauenrechtlerinnen wie Elizabeth Cady Stanton, Susan B. Anthony, Lucy Stone, Lucretia Mott, Paulina Wright Davis und Julia Ward Howe.
Während die amerikanische Frauenbewegung vornehmlich das Frauenwahlrecht erstreiten wollte, argumentierte Victoria Woodhull, es gehe darum, die vorhandenen Möglichkeiten zu nutzen. In der amerikanischen Verfassung fänden sich lediglich Aussagen über Bürger-, nicht aber über Männer- bzw. Frauenrechte. Demnach sei das Frauenwahlrecht bereits vorgesehen. Alle neueren Einschränkungen hielt sie vor diesem Hintergrund für bedeutungslos. Ihre unternehmerischen Erfolge stellte Woodhull als Vorbild für andere Frauen heraus, denen sie riet, nicht auf Gesetzesänderungen zu ihren Gunsten zu warten, sondern selbstständig aktiv zu werden. Frauen hätten alle Rechte, sie müssten sie nur umsetzen. Derart äußerte sich Woodhull in einem Interview, das sie und ihre Schwester Susan B. Anthony, der Gründerin der radikalen Frauenzeitschrift The Revolution, kurz nach der Firmeneröffnung gaben.
Ehen, die nicht auf Liebe, sondern auf „sexuellem Handel“ beruhten, verglich sie mit der Prostitution. Es könne Prostitution in der Ehe und fairen Handel im Bordell geben. Den Ausweg zeige die freie Liebe. Woodhull fühlte sich eher zum kleineren, radikalen Flügel der Frauenbewegung hingezogen als zum gemäßigten, eher tugendsamen und moralischen. Sie blieb bei ihren gesellschaftlich nicht akzeptierten Ideen zur Weltverbesserung und handelte oft individualistisch und exzentrisch. Ihrer Auffassung nach wurde das Frauenwahlrecht überschätzt, denn gewalttätige und verantwortungslose Ehemänner, Alkoholismus oder Armut stellten größere Probleme dar. Zu verwirklichen sei die wirtschaftliche Unabhängigkeit sowie die sexuelle Gleichstellung der Frauen.
Der Schwangerschaftsabbruch beruht laut Woodhull zumeist auf der Doppelmoral der Gesellschaft und ist Ausdruck ihrer Verderbtheit. Öffentlich werde die Abtreibung abgelehnt. Doch mächtige Verursacher von Schwangerschaften drängten ihre Geliebten zum Abbruch und seien verantwortlich für die unwürdigen Verhältnisse. Beim Zusammenleben freier, ökonomisch unabhängiger, gebildeter Individuen unter Berücksichtigung moderner medizinischer Erkenntnisse zu Verhütung und Hygiene könne eine Frau zahlreiche Kinder gebären, ohne Schaden an ihrer Gesundheit zu nehmen. Die Frauen – „oft erschöpft, krank und ausgebeutet“ – sähen unter den gegebenen Umständen keinen Ausweg als den illegalen Abort, um ihren guten Ruf zu wahren. In einer Gesellschaft freier Persönlichkeiten, die sich selbst und ihre Nachkommen „verbessern“, besteht ihrer Auffassung nach kein Grund zur Abtreibung.

#### Bekanntschaft mit Andrews und Butler, Ankündigung ihrer Kandidatur

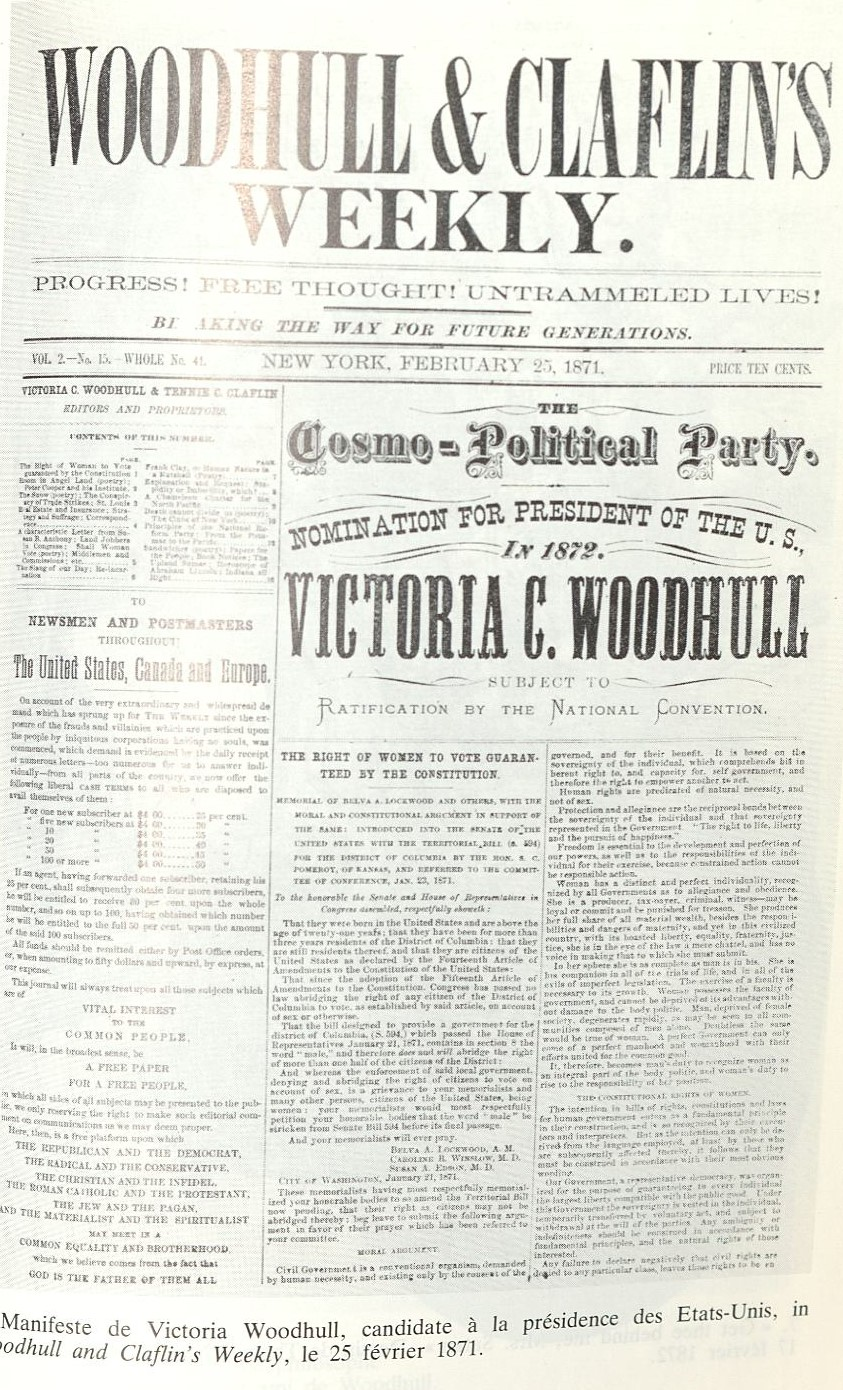
Woodhull & Claflin's weekly (1871)

Anfang 1870 begegnete Woodhull dem frühen individualistischen Anarchisten und politischen Philosophen Stephen Pearl Andrews. Er hatte in New York eine Liga für freie Liebe gegründet und verfügte über gute Kontakte zur Arbeiterbewegung. Sein Ziel war die Kooperation selbstbestimmter Einzelner als Grundlage für Gemeinschaften sowie eine Weltregierung. In dieser Zeit lernte Woodhull ebenfalls den republikanischen Abgeordneten des Repräsentantenhauses Benjamin Franklin Butler kennen, Anhänger des Frauenstimmrechts und Verfechter des Achtstundentags. Beide Männer besuchten ihren politischen Salon und forderten, dass Individuen Verantwortung zu übernehmen hätten, wozu der Staat die Freiheit gewährleisten solle. Woodhull betonte, es komme nicht auf die Forderung nach Rechten, sondern auf den politischen Willen und die Taten zur Veränderung an. Frauen und Männer hätten keine festgelegten Eigenschaften, und es sei eine individuelle Entscheidung, ob sich eine Person politisch betätigen wolle.
Sie selbst wollte nunmehr ihre politischen Rechte in Anspruch nehmen und schrieb zwischen Juni und November 1870 im New York Herald wöchentlich über ihre sozialen und politischen Auffassungen unter der Überschrift Thesen über Arbeit und Kapitalismus. Im April 1870 hatte sie dort ihre Kandidatur für das Präsidentenamt der Vereinigten Staaten 1872 bekannt gegeben. In ihrer Annonce hieß es u. a.:
Ich bin mir darüber im Klaren, dass ich mit der Bewerbung auf diese Stelle mehr Hohn als Enthusiasmus auslöse. Aber dies ist eine Epoche der plötzlichen Veränderungen und Überraschungen. Was heute absurd erscheint, wird morgen ein seriöser Aspekt sein.

#### Publikation der ZeitschriftWoodhull and Claflin’s Weekly

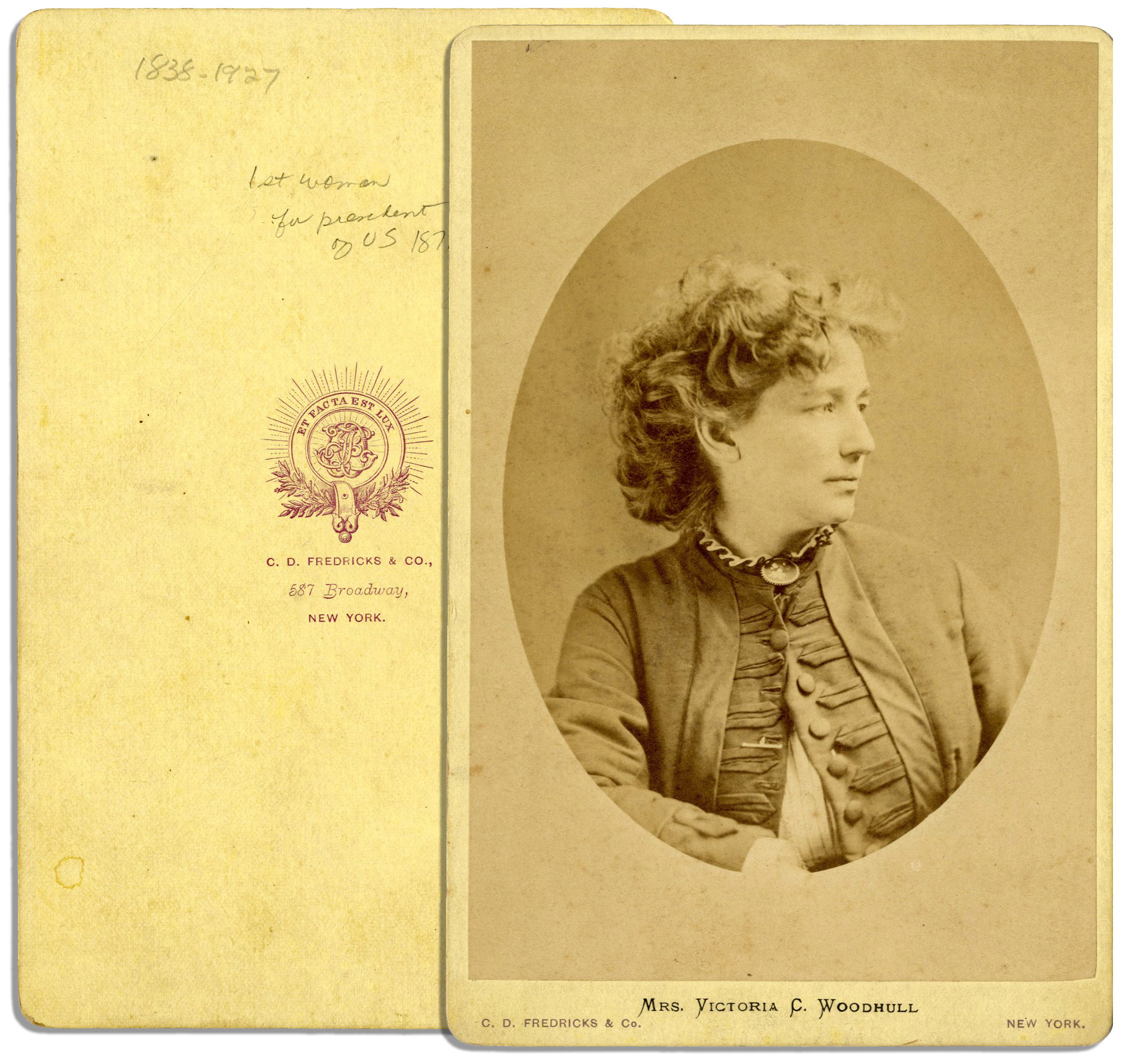
Victoria Woodhull, um 1870

Im Mai 1870 gründeten die beiden Schwestern die Wochenzeitschrift Woodhull and Claflin’s Weekly, auch um die Präsidentschaftskandidatur Woodhulls zu unterstützen. Behandelt wurden Fragen zur Gleichberechtigung der Frauen, zum Schwangerschaftsabbruch, zur Legalisierung der Prostitution, zur Rolle der Männer in diesem Gewerbe und zur freien Liebe. Aber auch sozialistische Ideen, Forderungen der amerikanischen Gewerkschaftler und andere politische, wirtschaftliche, soziale, pädagogische und kulturelle Themen fanden in dem Organ Platz. Die Herausgeberinnen missbilligten Kinderarbeit und forderten ein öffentliches Schulwesen für alle Kinder, mit sexueller Aufklärung als Unterrichtsgegenstand. Sie befürworteten eine Gefängnisreform und sprachen sich gegen die Todesstrafe aus. Zudem erschienen Artikel zum Vegetarismus und zu den Vorteilen zweckdienlicher Reformkleidung für selbstbewusste Frauen. Außerdem veröffentlichten sie Finanzanalysen und gaben Börsentipps. Hinzu kamen Artikel zum Spiritismus und vielfältige Unterhaltung, oft mit ironischem Unterton. Das Themenspektrum dieser Frauenzeitschrift war somit weit gespannt.
Die Schwestern waren die ersten, die im Dezember 1871 in den Vereinigten Staaten die englischsprachige Fassung des Kommunistischen Manifestes abdruckten. Nur im Woodhull and Claflin’s Weekly erschienen positive Berichte über die Pariser Kommune, insbesondere über die Frauen der Kommune. Das Blatt wurde zeitweise zum zentralen Informationsmittel des amerikanischen Zweigs der Ersten Internationale. Von Karl Marx' Adresse an die IAA Ende Mai 1871 Der Bürgerkrieg in Frankreich zu den Klassenkämpfen der Pariser Kommune ließen Woodhull und Claflin 1000 Exemplare in den USA verbreiten.
Obwohl in der Zeitschrift Korruption, Aktien- und Versicherungsbetrug thematisiert wurden, schalteten angesehene Banken und Börsenmakler in der Anfangszeit Werbeannoncen. Eigener Auskunft zufolge verkauften die Schwestern bis zu 20 000 Exemplare pro Ausgabe. Die beiden Hauptautoren waren neben Woodhull Blood und Andrews. Woodhull behauptete, die unter ihrem Namen erschienenen Artikel habe ihr jeweils der Geist des Demosthenes in Trance diktiert. Schrupp (2002) sieht Blood und Butler als die Autoren der sprachlich geschliffenen Form, nicht aber der inhaltlichen Aussage der unter Woodhulls Namen erschienenen Beiträge. Die Beiträge enthielten aus ihrer Lebenserfahrung resultierende Beispiele. Sie unterzeichnete Artikel als Victoria C. Woodhull und vertrat ihre Texte öffentlich in Interviews und Vorträgen. Woodhull beanspruchte ohne Erfolg ihre Zulassung als Journalistin für den Kongress. Wegen der wachsenden finanziellen, politischen und persönlichen Probleme konnte die Zeitschrift ab dem 28. Juni 1872 nicht mehr regelmäßig erscheinen, die letzte Ausgabe kam Mitte 1876 auf den Markt.

#### Vorträge
Neben ihrer publizistischen Tätigkeit hielt Woodhull öffentliche Vorträge zu diesen Themen, teils vor mehreren tausend Personen. Bei ihren Reden griff sie auf Erfahrungen aus ihrer Zeit als spiritistische Heilerin zurück, in deren Verlauf ihr zahlreiche Frauen z. B. über die Gewalttätigkeit ihrer Ehemänner, Alkoholismus und große Armut berichtet hatten.
Woodhull versuchte, feministisches, sozialistisches bzw. sozialreformerisches, freidenkerisches und antirassistisches Gedankengut miteinander zu verbinden, ein Ansatz, der den meisten Suffragetten nicht zusagte. Gleichzeitig trat sie weiterhin für den Spiritismus ein und erläuterte ihre „Visionen“. Damit machte sie sich angreifbar, obwohl der Spiritismus weit verbreitet war. Sie war davon überzeugt, dass ihr eigenes Leben und das ihrer Mitmenschen aus dem Jenseits gesteuert werden.
Ihr Handeln und Denken werden als furchtlos und eigenwillig angesehen. Sie akzeptierte keine gesellschaftlichen Schranken und wollte sich vorhandenen Gruppierungen nicht ohne Einflussnahme auf die Programmatik anschließen, sondern öffentlich wirksam eine Führungsrolle einnehmen. Ihre Lehre verstand sie als ihr „Evangelium“, auf der „Wahrheit“ aus der Geisterwelt beruhend. Den Begriff hatte sie von der Frauenrechtlerin Elizabeth Cady Stanton übernommen, die von einem „Evangelium der Weiblichkeit“ gesprochen hatte. Rhetorisch begabt, mit charismatischer Ausstrahlung und Missionsgeist konnte Woodhull ihre Zuhörerschaft mitreißen.

#### Buchveröffentlichungen
Seit Mitte 1870 setzte sich Woodhull für einen Ausgleich entgegengesetzter gesellschaftlicher und persönlicher Interessen ein und beschäftigte sich mit der Rolle des Staates. 1871 erschien ihr Buch The Origin, Tendencies and Principles of Government, or, A Review of the Rise and Fall of Nations from Early Historic Time to the Present (Ursprung, Tendenzen und Prinzipien der Regierung, oder eine Abhandlung über Aufstieg und Fall der Nationen von der Frühzeit bis zur Gegenwart), das sie wahrscheinlich mit Andrews als Koautor verfasst hatte. In dieser Schrift legte sie die weltanschaulichen Hintergründe ihrer politischen Stellungnahmen dar. Wie Andrews wollte sie eine Aussöhnung durch Selbstbestimmung zum Vorteil aller herbeiführen: Es galt, die Gegensätze zwischen den Geschlechtern, aufgrund von Hautfarbe und zwischen Besitzenden und Besitzlosen friedlich zu überwinden. Die Regierung sollte lediglich die Freiheit der Individuen schützen. Jede Person kann demzufolge nach der ihr genehmen Art leben und Vereinbarungen für die Gesellschaft mit anderen verabreden. Insbesondere verurteilte sie die Ehegesetze, forderte den uneingeschränkten Freihandel, eine technische Modernisierung, die Durchsetzung von Arbeiterrechten und einen Vermögensausgleich zugunsten der Armen, z. B. durch das Verbot jeder Art von Vererbung.
Die konkrete Ausformung ihres Gesellschaftsentwurfs wies sie eher den Philosophen als den Politikern zu.
Zum Verhältnis von individuellen und gemeinschaftlichen Interessen heißt es:
Ein perfektes System der Freiheit ist eine der ersten Grundlagen, und dieses muß durch eine exakte Gerechtigkeit reguliert werden (…). Kein Teil der Gemeinschaft, weder männlich noch weiblich, kann ignoriert werden. Die Organisation muß jedes Mitglied der Gesellschaft anerkennen, und diese müssen im Gegenzug auch die Organisation anerkennen, was zur Grundlage der Regierung wird.
Eine zweite Schrift der Schwestern, wohl mit Unterstützung durch Blood und Andrews entstanden, wurde unter dem Namen Tennessee Claflins im selben Jahr ebenfalls im Selbstverlag veröffentlicht. Die Abhandlung trägt den Titel: Gleichheit vor der Verfassung. Ein Recht der Frauen. Nur die Repräsentanz beider Geschlechter in der gesamten Gesellschaft könne die Probleme, wie beispielsweise Korruption, lösen. Gleichen Rechten und Pflichten, insbesondere hinsichtlich der Gesetzgebung, stellten sich Männer aufgrund ihrer Privilegien entgegen, die den Egoismus stärkten. Frauen hingegen hielten an den Traditionen fest, da sie nicht gelernt hätten, als mündige Individuen zu handeln und Verantwortung zu tragen.
Ihre Vorträge, Veröffentlichungen und Aktionen sollten demnach nicht nur zur Befreiung der Frauen beitragen, vielmehr den Wandel der gesamten Gesellschaft voranbringen.

#### Erste Internationale
Victoria Woodhull engagierte sich ab März 1871 im amerikanischen Zweig der Internationalen Arbeiterassoziation (IAA), auch Erste Internationale, einem Dachverband der Arbeiterbewegung, der sozialistische und anarchistische Strömungen umfasste. Die IAA der USA hatte ca. 50 000 Mitglieder, organisiert in Ortssektionen.
Auch in der Ersten Internationale wollte Woodhull ihre Ideen propagieren. In die bisher hauptsächlich von deutschen und anderen europäischen Immigranten beherrschte Bewegung brachte sie Frauenfragen, die Ideen Freier Liebe sowie sozialer Reformvorhaben ein. Wie fast alle anderen „fortschrittlichen“ gebürtigen Amerikaner stellte sie – anders als die Mitglieder der europäischen IAA – nicht die Marktwirtschaft grundsätzlich infrage, sondern wollte vornehmlich die bisher Einflusslosen zur Anwendung ihrer Rechte motivieren und Sozialreformen durchsetzen, z. B. eine Neuordnung der korrupten Verwaltungsstrukturen, eine Begrenzung des Einflusses der Monopole, eine Reduzierung der Arbeitszeit, die gerechte Verteilung aller Güter und die Bekämpfung des Alkoholismus.
Sie gründete die Sektion 12 als eine englischsprachige Gruppe der amerikanischen Arbeiterassoziation. Im Woodhull and Claflin’s Weekly erschien Anfang November 1871 ein „Manifest“ mit ihrer Programmatik. Es kam zu Auseinandersetzungen, an denen sich Karl Marx beteiligte, der Woodhull zunächst Ende 1871 in einem Brief an den Anführer der deutsch-amerikanischen Sektion Friedrich Sorge und nochmals im Mai 1872 als Bankerin und Anhängerin der Free Lovers, als „Shaker-Spiritistin“ sowie Befürworterin einer baldigen Weltregierung kritisierte und sie zu den amerikanischen „Humbug-Leuten“ aus der „Bourgeoisie“ zählte. Zuvor hatte er ihre Frauenzeitschrift in einem Schreiben an die Herausgeberinnen lobend erwähnt. Ihr und ihrer Schwester, die einer Sektion vorstand, wurde vorgeworfen, die amerikanische IAA vornehmlich zur Etablierung der Präsidentschaftskandidatur zu missbrauchen. Die IAA der USA hatte sich Ende 1871 gespalten, denn das weltweite Zentralkomitee hatte einige eher „native“ anarchistische oder unabhängige Sektionen, darunter die Sektion 12, ausgeschlossen. Woodhull und Claflin gehörten dem sogenannten Prince Street Council an, die Marxisten dem Ward Council.
Eine für den 10. Dezember 1871 angekündigte gemeinsame Trauerparade wegen der Hinrichtung von Protagonisten der Pariser Kommune, zu der die gesamte amerikanische IAA aufgerufen hatte, wurde verboten. Nur die Mitglieder des Prince Street Councils wollten die Demonstration dennoch durchführen. Es kam zu mehreren Verhaftungen. Nach Presseberichten, die die Rechtmäßigkeit dieser Entscheidungen infrage stellten, organisierte der Prince Street Council am 17. Dezember eine legale Manifestation mit fast 10 000 Teilnehmern, darunter die Schwestern. Victor Grossman (2012) zufolge fand die von Woodhull mitorganisierte Parade zum Jahrestag der Niederschlagung der Pariser Kommune im Frühjahr 1872 vor ca. 250 000 Zuschauern statt. Das amerikanische Führungsgremium der Ersten Internationale trennte sich wenige Monate vor dem Kongress in Den Haag im September 1872 von der Sektion 12. Auf dem Kongress erfolgte nach einer Rede von Marx, unterstützt von Sorge, der endgültige, fast einstimmige Ausschluss. Ein Vorwurf lautete: Die Rolle der Frauenemanzipation werde überbewertet. Außerdem handle es sich bei der Sektion 12 um keine Arbeiterorganisation, sondern großenteils um einen Verbund von Intellektuellen.

#### Präsidentschaftswahlkampf
Am 19. Dezember 1870, ca. acht Monate nach Bekanntgabe ihrer Präsidentschaftskandidatur, veröffentlichte Woodhull ein „Memorial“ an das Repräsentantenhaus in Washington mit Zweitschrift an den Senat zur Umsetzung des aus ihrer Sicht verfassungsmäßigen Frauenwahlrechts. Sie gab wiederum an, das Memorial gehe auf Demosthenes zurück. Der befreundete Abgeordnete Butler entwickelte eine Argumentationsstrategie und ermöglichte es ihr, am 11. Januar 1871 eine Petition zum Memorial im Ausschuss für Rechtsfragen des Repräsentantenhauses selbst vorzutragen und zwar vor acht Ausschussmitgliedern in Anwesenheit einiger Frauenrechtlerinnen wie Susan B. Anthony und Isabella Beecher Hooker sowie Journalisten. Das erste Auftreten einer Frau vor einem Parlamentsausschuss erregte öffentliches Aufsehen. Wie zu erwarten, wurde die Petition im Rechtsausschuss mehrheitlich zurückgewiesen. Woodhull war kurz zuvor vom republikanischen Präsidenten Grant empfangen worden, der für eine zweite Amtszeit antrat.
Woodhull konnte ihr Memorial noch am 11. Januar 1871 auf der ihretwegen um einen Tag verschobenen Versammlung der National Woman Suffrage Association (NWSA) in Washington vorstellen, deren Ziel das Frauenwahlrecht war, nachdem die afroamerikanischen Männer das Stimmrecht erhalten hatten. Das Echo war von seiten Paulina Wright Davis', Anthonys, Beecher Hookers, Cady Stantons, Lucretia Motts und anderer Frauenrechtlerinnen wohlwollend. Zurück in New York, bekräftigten sie auf einem Treffen ihre Zusammenarbeit. Woodhull spendete den Frauen die zu dieser Zeit sehr hohe Summe von 10 000 Dollar, bestimmt u. a. für den Wahlkampf. Kurzzeitig wurde Woodhull zur bekanntesten Frauenrechtlerin der USA.
Sie hatte nicht nur das Vertrauen einiger der eher radikalen Suffragetten wie Anthony und Cady Stanton gewonnen, sondern auch dasjenige einiger gemäßigter Kräfte, darunter die Schriftstellerin Isabella Beecher Hooker. Beecher Hooker entstammte der reformorientierten liberalen Familie Beecher, deren Angehörige mit ihren auf christlich-moralischen Werten beruhenden Auffassungen großes Gewicht in den USA hatten und gegen Woodhull eingestellt waren. Während Cady Stanton sich wie sie für eine grundlegende Reform des Eherechts aussprach und ein eher verhaltenes Verständnis für ihre Vorstellung von freier Liebe zeigte, sagten sich viele Frauenrechtlerinnen von ihr los, als ihre moralische Integrität in Abrede gestellt wurde. Auf durchgängige Ablehnung stieß sie bei der einflussreichen Frauenrechtlerin Lucy Stone, die die American Woman Suffrage Association (AWSA) als eher konservative Mehrheitsorganisation der Suffragetten zur Unterstützung des Wahlrechts anführte. Auch Mary Livermore verurteilte ihre mangelnde Sittlichkeit.
Hauptsächlich Ehefrauen von Parlamentsabgeordneten veröffentlichten eine Gegenerklärung zum Memorial mit 1000 Unterschriften. Frauen, so die überwiegende öffentliche Meinung, seien moralisch höherstehend im Vergleich mit Männern und würden durch politische Betätigung entehrt. Das Presseecho wurde immer kritischer und zwar hinsichtlich ihrer Aktivitäten am Finanzmarkt, ihrer Zeitschrift und Gerüchten über Prostitution, Quacksalberei und Scharlatanerie sowie Pressemeldungen über ihr gemeinsames häusliches Leben mit ihrem Ehemann Blood, ihrem ehemaligen Ehemann Woodhull und einem Liebhaber. Hinweise darauf, dass sie jemals Prostitution ausübte, können nicht eindeutig belegt werden.
Auf die Pressemeldungen über ihre moralische Verworfenheit reagierte Woodhull mit einem Offenen Brief, der in der New York Times und der New York World erschien. Sie beklagte, dass sie als Frau und Kämpferin gegen die etablierten Kräfte geschmäht und lächerlich gemacht werde. Sie glaube an den Spiritismus und vertrete die freie Liebe als „einzige Heilung von Unmoral“. Außerdem warf sie ihren Anklägern Heuchelei vor. Was sie öffentlich ablehnten, betrieben sie selbst im Verborgenen. Mit einer Andeutung bezog sie sich auf den Ehebruch eines einflussreichen Vertreters des öffentlichen Lebens mit der Frau einer ebenfalls bekannten Persönlichkeit.
Laut Schrupp verstand der Journalist Theodore Tilton die Anspielung auf sich und seine Ehefrau und nahm Kontakt zu Woodhull auf. Das führte zu einer Beziehung der beiden, und Tilton unterstützte sie im Wahlkampf. Tiltons Woodhull-Biografie (1871), die auf ihren eigenen Aussagen und denjenigen ihres Ehemanns James Blood und ihres Vertrauten Pearl Andrews beruhte, war eine einseitige, übertrieben positiv und schwülstig formulierte Schrift, die ihm und ihr in der seriösen Öffentlichkeit eher schadete.
Der frauenrechtlich engagierte, sehr einflussreiche Prediger Henry Ward Beecher, der die Affäre mit Tiltons Frau hatte, bemühte sich Mitte 1871 vergeblich mit seinen Geschwistern, zu denen die bekannte christliche Autorin von Onkel Toms Hütte, Harriet Beecher Stowe, gehörte, seine Schwester Isabella Beecher Hooker davon abzuhalten, Woodhull weiter zu unterstützen. Beecher Hooker stand trotz Zweifeln zu Woodhull. Wiederum griff Woodhull die Angelegenheit ohne Namensnennung in ihrer Wochenzeitschrift auf.
Am 20. November 1871 hielt Woodhull vor 3000 Zuhörern, darunter Vertretern der großen Zeitungen, eine Rede zur Freien Liebe. Die einleitenden Worte sprach Tilton. Sie hatte dafür eigentlich Henry Beecher vorgesehen, der sich aber nach einigen Treffen mit ihr verweigerte. Ohne Erfolg hatte sie versucht, ihn dazu zu bringen, sich öffentlich zur bisher geheimen freien Liebe zu bekennen. Durch ihr provokatives Auftreten wollte sie erreichen, dass autonome, liberale und fortschrittliche Frauen und Männer ihre Anschauungen offensiv vertreten sollten, ohne Rücksicht auf einschränkende Gesetze und die herrschende Moral. Unter anderem äußerte sie:
„Ich habe das unveräußerliche, verfassungsmäßige und natürliche Recht, zu lieben, wen ich will, so lang oder kurz, wie ich kann, (…) und niemand von euch und kein Gesetz hat das Recht, mir das zu verbieten. Was kann schrecklicher sein für eine zerbrechliche sensible Frau, als gezwungen zu sein, die Gegenwart eines Ungeheuers in Männergestalt zu ertragen, der [das] nichts anderes kennt als blinde Gier, zu der oft noch das Delirium der Trunkenheit hinzukommt?“
Mit diesem Vortrag – einschließlich der Beantwortung von Nachfragen – erregte sie großes, aber fast durchweg negatives Aufsehen, weil sie sich dazu bekannte, die freie Liebe nicht nur zu unterstützen, sondern selbst zu praktizieren. Die meisten ihrer bisherigen Sympathisantinnen wandten sich nun gegen sie. Tilton distanzierte sich von ihr.
Die amerikanische Spiritistenvereinigung machte Woodhull im Herbst 1871 zu ihrer Vorsitzenden. Nach Vorträgen in verschiedenen Städten riefen die organisierten Spiritisten sie zu ihrer Präsidentschaftskandidatin aus.
Ihr Versuch, während des Wahlkampfes an den New Yorker Kommunalwahlen vom November 1871 teilzunehmen, scheiterte.
Ihre Gegner nannten sie angesichts ihres „skandalösen“ Verhaltens „Mrs. Satan“. In einer Karikatur vom 17. Februar 1872 stellte sie der bekannte Zeichner Thomas Nast als Mrs. Satan dar.
Dazu trug ihre Rechtfertigung von Erpressung bei. Frauen, die ihre ehemaligen reichen und mächtigen Liebhaber unter Druck setzten, bezeichnete sie in einigen Artikeln ihrer Zeitschrift Anfang des Jahres 1872 als „Heldinnen“. Sie ergriff Partei für Josie Mansfield, die ihren früheren Geliebten James Fisk erpresst hatte. Nach ihrer Verurteilung im Januar 1872 erschoss ihr neuer Partner den Millionär.
Die formale Nominierung zur Präsidentschaftswahl im November 1872 ließ sich Victoria Woodhull am 10. Mai 1872 von der selbst mitgegründeten Equal Rights Party, auch Cosmo-Political Party genannt, bescheinigen, obwohl sie das verfassungsgemäß für die Präsidentschaft erforderliche Mindestalter von 35 Jahren noch nicht erreicht hatte und Frauen als Kandidaten ohnehin ausgeschlossen waren. Frauen besaßen zu dieser Zeit noch nicht einmal das aktive Wahlrecht.
Running Mate für die Vizepräsidentschaft war der afroamerikanische Abolitionist und frühere Sklave Frederick Douglass, der allerdings an der Versammlung nicht teilgenommen hatte und eher für Grant eintrat. Damit setzte sich Woodhull erneut für die Gleichberechtigung der Afroamerikaner ein. Woodhull, ihren Unterstützern aus der Ersten Internationale und Anhängern von Reformbewegungen war es gelungen, auf der zweitägigen Gründungsversammlung der Partei mehr als 600 Delegierte aus 22 Bundesstaaten zusammenzuführen, davon die Hälfte Frauen. Es handelte sich um Vertreter des Spiritismus, der Frauenbewegung, der Bewegung gegen die Sklaverei, der Gewerkschaftsbewegung und eher utopistische, anarchistische oder sozialistische Individuen. Sie setzte sich auf der Zusammenkunft gegen mehrere Gegenkandidaten per Zuruf und Akklamation als Anwärterin auf die Präsidentschaft durch.
Das Manifest und die Beschlüsse der zweitägigen Gründungsversammlung gingen über die Thematik des Frauenwahlrechts hinaus, hatten aber gesamtgesellschaftlich kaum Einfluss und stießen, vor allem was die Moralvorstellungen betraf, auf breite Ablehnung. Das Programm umfasste die politischen und sozialen Freiheitsrechte der Frau, einschließlich des Rechts auf freie Liebe und ökonomische Unabhängigkeit, sah die Einschränkung von Kapitalerträgen und die Verstaatlichung des Bodens vor und verlangte uneingeschränkte Meinungs- und Pressefreiheit.
Susan Anthony hatte sich auf dem jährlichen Kongress der radikalen Suffragetten einen Tag vor der Parteigründung von Woodhull öffentlich losgesagt und die Gründung einer neuen Partei abgelehnt. Cady Stanton hingegen unterstützte sie bei ihrer Nominierung durch die Equal Rights Party.
Im Deutschen Reich wurde man auf Woodhull aufmerksam u. a. durch den Schriftsteller Otto von Corvin, der im Frühjahr 1872 den biografischen Artikel Victoria Woodhull. Der größte Humbug Amerikas in der weit verbreiteten liberalen illustrierten Wochenzeitschrift für die Familie Die Gartenlaube veröffentlichte. Darin schilderte er ironisierend und zumeist kritisch die geisterhafte Entstehung des Memorials, Woodhulls Auftreten vor dem Repräsentantenhaus während des Vortrags über freie Liebe und ihre Kandidatur für das Präsidentenamt. Er schrieb:
„Ihre politischen Ansichten sind die eines radicalen Demokraten, und in socialer Hinsicht bekennt sie sich zu ähnlichen Grundsätzen, wie sie von John Stuart Mill und Elisabeth Lady Stanton gelehrt wurden, nämlich zu denen, die man gewöhnlich als die der „freien Liebe“ bezeichnet. Sie hat dieselben erst kürzlich, das heißt vor einigen Monaten, in einer Rede mit wunderbarer Deutlichkeit ausgesprochen, und die deutschen Blätter berichteten darüber mit Empörung. Sie erklärt die Ehe, wenn die beiderseitige Liebe aufhöre, für Prostitution und moralisch aufgelöst, und beansprucht das Recht, neue Verbindungen einzugehen, sobald sie das Herz schließt.“
Während Woodhull im Mai 1872 noch von einigen nicht-marxistischen Teilen der amerikanischen Ersten Internationale bei der Präsidentschaftskandidatur Unterstützung fand, verlor sie im Sommer des Jahres 1872 deren Rückhalt.
Im Spätsommer 1872 wandten sich die wenigen verbliebenen Frauenrechtlerinnen gegen sie, auch ihre bisherige Hauptverbündete Cady Stanton. Ausschlaggebend dafür waren wahrscheinlich Woodhulls zweifelhafte Moralvorstellungen, mit denen sie sogar Erpressungen legitimierte, und ihre sinkende Bedeutung. Die meisten Frauenrechtlerinnen unterstützten Grant bei seiner zweiten Kandidatur.
Auf der jährlichen Versammlung der amerikanischen Spiritistenvereinigung im September 1872 berichtete Woodhull erstmals über Einzelheiten hinsichtlich der Affären um Reverend Henry Beecher mit Frauen seiner Gemeinde und speziell mit Tiltons Ehefrau sowie Seitensprüngen von Frauenrechtlerinnen und deren Ehepartnern. Diese Informationen hatte sie schon früher privat von Elizabeth Cady Stanton und Susan Anthony erhalten. Sie versuchte die Vorwürfe, sie wolle sich durch Erpressungsversuche bereichern, mit dem Argument zu entkräften, es gehe ihr in erster Linie um Doppelmoral und Heuchelei. Seitens der Spiritisten bekam sie Unterstützung; ihre Präsidentschaftskandidatur wurde bestätigt.
Zur Wahl am 5. November 1872 wurde Woodhull nicht zugelassen und konnte ihre Absicht, demonstrativ an der Abstimmung teilzunehmen, nicht verwirklichen. Im Laufe des Wahlkampfes wurden mehrere Klagen gegen sie, T. Claflin und Blood eingereicht.

#### Mehrmalige Verhaftungen und Freispruch
Am Wahltag war Victoria Woodhull wegen der Versendung eines sexuell anstößigen Artikels inhaftiert. Das ging auf den Leiter der Young Men’s Christian Association (YMCA) Anthony Comstock, den selbsternannten Hüter von Sitte und Moral, zurück. Sie hatte in der Wahlausgabe von Woodhull and Claflin’s Weekly vom 2. November 1872 mit einer sehr hohen Auflage von 100.000 Exemplaren noch einmal, diesmal namentlich, über die außereheliche Beziehung zwischen Henry Beecher und Elizabeth Tilton berichtet. Aufgrund der Pressefreiheit gab es dafür keine strafrechtliche Verfolgung.
Um die Verbreitung zu unterbinden, hatte Beecher einen Großteil der ersten Auflage aufkaufen lassen, wodurch der Preis auf über zwei Dollar anstieg. Die Schwestern ließen 150.000 Zeitschriften nachdrucken und übernahmen selbst den Vertrieb. Dennoch wurden die Exemplare für bis zu 40 Dollar verkauft oder für einen Dollar ausgeliehen.
Ein anderer Bericht in derselben Ausgabe über Kinderprostitution hatte juristische Konsequenzen durch den United States Marshals Service (USMS), da es gesetzlich verboten war, obszöne Schriften postalisch zu versenden. Einen Tag vor der Wahl wurden Woodhull und ihre beiden Mitstreiter verhaftet und nach vier Wochen gegen eine hohe Kaution entlassen.
Anschließend kam eine weitere Nummer des Blattes heraus, die Comstock zum Anlass nahm, einen erneuten Haftbefehl zu erwirken. Es gelang Woodhull unterzutauchen und am 9. Januar 1873 ihre angekündigte Rede im Cooper Institute New York über Meinungs- und Pressefreiheit zu halten, wobei sie ihre Gegner scharf angriff. Als Quäkerin verkleidet, hatte sie den bewachten vollbesetzten Saal betreten, sich als Victoria Woodhull gezeigt und gesprochen, ehe sie von den anwesenden Polizeikräften verhaftet wurde. Noch mehrfach wurde sie festgenommen, auch wegen Verleumdung. Schließlich wurde sie, wie auch ihre Schwester Tennessee Claflin und James Blood, Mitte 1873 von einem Bundesgericht freigesprochen. Die öffentliche Meinung hatte sich zu ihren Gunsten gewandelt. Zahlreiche Zeitungen berichteten dementsprechend, und Zeugen bestätigten die Anschuldigungen Woodhulls gegen Beecher.
Die Affäre um Henry Beecher blieb bis zur endgültigen gerichtlichen Klärung zu seinen Gunsten 1875 in den Schlagzeilen. Theodore Tilton hatte ihn wegen Ehebruchs verklagt. Sowohl der Kläger als auch der Beklagte beschuldigten Woodhull. Lediglich Cady Stanton nahm außerhalb des Prozesses zu ihren Gunsten Stellung.

#### Weitere Jahre in New York
Nach der Haftentlassung waren die finanziellen Mittel der Schwestern, vor allem durch Geldstrafen und nicht erstattete Kautionen, mangels neuer Einnahmen aufgebraucht. Woodhull lebte hauptsächlich von ihren Reden, die sie nicht nur in New York, sondern auch auf von Blood organisierten Vortragsreisen hielt, an denen Tennessee Claflin und manchmal Zulu Maud Woodhull beteiligt waren. Gerade ihre als skandalös empfundenen Themen sorgten für hohe Einnahmen. Sie sprachen, obwohl insbesondere seitens religiöser Gruppierungen und der Presse bekämpft, ein breites Publikum an. Woodhull legte jetzt einen Schwerpunkt auf die freie „reine“ sexuelle Liebe von Männern und Frauen als Mittel zur Erlangung von „Unsterblichkeit“. Mit dem 19-jährigen späteren bekannten Anarchisten Benjamin Tucker verband sie seit Oktober 1873 eine fast einjährige Liebesbindung.
Mehr und mehr wandte Woodhull sich dem Christentum, speziell dem in den USA marginalen und auf Ablehnung stoßenden Katholizismus zu und vom Spiritismus ab. In ihren „Visionen“ ersetzte die Erscheinung Jesu den Geist des Demosthenes. Mit Bezug auf die Bibel erklärte sie einige ihrer Lehren. Sie knüpfte an die Verehrung des Blutes Christi in Teilen des Katholizismus an und führte ihre Auffassung zum Menstruationsblut und ihre Vorstellung des Körpers als „heiliger Tempel“ bzw. als „Paradies“ einer freien Sexualität zur Geburt „perfekter“ Nachkommen auf religiöse Ursprünge zurück. Den „Sündenfall“ brachte sie in Verbindung mit erzwungener Sexualität. Im Woodhull and Claflin’s Weekly erschienen jetzt dementsprechende Bibelauslegungen. Diese neue Sichtweise stieß etliche verbliebene Interessenten und frühere Autoren der Zeitschrift ab. Andrews beendete die Zusammenarbeit.
Von ihrem Ehepartner James H. Blood trennte Woodhull sich 1875; im Sommer 1876 reichte sie die Scheidung ein. Nach ihrer Klage wegen Ehebruchs wurde Blood schuldig geschieden. Während einer weiteren Vortragsreise, unterstützt durch Mutter und Schwester, spekulierte sie wiederum über den menschlichen Körper, der sich so weit entwickeln könne, bis die Unsterblichkeit auf Erden erreicht sei. Die letzte Ausgabe ihrer Zeitschrift erschien am 10. Juni 1876.
Anfang 1877 starb ihr ehemaliger Förderer Cornelius Vanderbilt. Um sein Erbe entspann sich im Laufe des Jahres ein juristischer Streit, bei dem V. Woodhull und T. Claflin als Zeuginnen über seine spiritistische Einstellung Auskunft erteilen sollten. Woodhull vereinbarte mit dem Haupterben William Henry Vanderbilt die Zahlung einer größeren Summe, wenn sie dem Prozess fernblieben, die Vereinigten Staaten verließen und sich in England ansiedelten. So wurde der sehr reich verstorbene Erblasser nicht nachträglich für unzurechnungsfähig erklärt. Sein Testament konnte von seinen Töchtern und seinem kranken Sohn nicht angefochten werden.

### Großbritannien

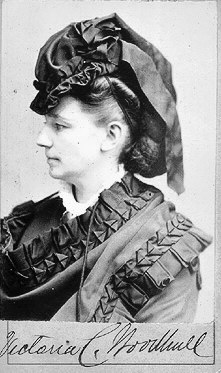
Victoria C. Woodhull, um 1880

Noch im selben Jahr ließ sich Victoria Woodhull mit ihren erwachsenen Kindern sowie Tennessee Claflin und ihrer Mutter in London nieder und hielt dort Vorträge. Ihr neues zentrales Thema wurde die Geburtenkontrolle, ihre theoretische Grundlage die frühe Soziologie. Bereits gegen Ende der New Yorker Zeit hatte sie sich dem Christentum angenähert, bezog sich aber auch in späteren Jahren bisweilen noch auf den Geisterglauben.
In dritter Ehe heiratete Woodhull Ende Oktober 1883 nach mehrjähriger Verbindung den Absolventen der Universität Oxford und Bankier John Biddulph Martin in einer Presbyterianischen Kirche. Sie hatte sich vor der Eheschließung von der Idee der Freien Liebe öffentlich losgesagt und die Verantwortung für diesbezügliche Publikationen in den USA auf Andrews und Blood geschoben. Außerdem versuchte sie ihre Herkunft u. a. durch einen erfundenen Stammbaum aufzuwerten, der ihre Familie auf den Pilgervater Alexander Hamilton zurückführte. Darüber hinaus ließ sie einige Radierungen aus der amerikanischen Presse so verändern, dass ihre Kleidung weiblicher, ihr Gesichtsausdruck freundlicher erschien. Martins angesehene und vermögende Familie war aufgrund der Presseberichterstattung über ihre Vergangenheit sowie wegen ihres höheren Alters und der zwei Scheidungen in Sorge und akzeptierte die Ehe nicht. Seit der Heirat führte sie den Namen Victoria Woodhull Martin. Man nannte sie auch Mrs. John Biddulph Martin. Mit Martin führte sie einige Jahre das Leben einer gutsituierten Engländerin.
1884 und 1888 strebte sie mit wenig beachteten Vorträgen in den Vereinigten Staaten vergeblich eine weitere Präsidentschaftskandidatur an. 1890 erschien in London das Buch Der menschliche Körper, Gottes Tempel. Eine Philosophie der Soziologie, das sie gemeinsam mit ihrer Schwester verfasst hatte. Einer ihrer Vorträge trug den Titel „Die wissenschaftliche Ausbreitung der menschlichen Rasse“.
Von 1892 bis 1901 gab Woodhull gemeinsam mit ihrer Tochter Zulu Maud Woodhull, unterstützt von ihrem Ehemann, ein Monatsmagazin für Soziologie, The Humanitarian, heraus. Mit der Soziologie wollte sie ihren Ideen über die Frauenbefreiung, die sozialen Neuerungen und vor allem die Geburtenplanung eine wissenschaftliche Grundlage geben.
Im Humanitarian erschienen auch Artikel zur aufkommenden Eugenik. Woodhull war eine frühe Unterstützerin dieses Konzeptes, wobei die Behinderung ihres Sohnes Byron zu ihrem Interesse daran beitrug. Sie wollte die Gesetze der Vererbung darstellen, um gezielte Geburtenprognosen zu erhalten, und außerdem durch medizinische, soziale und pädagogische Maßnahmen zur „Verbesserung“ der Menschheit beitragen. Behinderte sollten keine Kinder bekommen dürfen, zukünftige Eltern auf der Basis von Familienstammbäumen und ökonomischer Selbstständigkeit einen geeigneten „gesunden“ Partner wählen. An der Möglichkeit, Liebespartner wechseln zu können, hielt sie fest, da sie die Institution der Ehe als widernatürlich ansah, weil diese in ihren Augen den evolutionären Fortschritt behindere. Wie zuvor in New York war das Spektrum ihrer Interessen weit gefächert. Es reichte von der Verbesserung der britisch-amerikanischen Beziehungen über den Neuabdruck des Memorials zum Frauenwahlrecht bis hin zu medizinischen Themen. Unterschiedliche Positionen, auch von Kirchenvertretern, kamen zu Wort. In London verkehrte sie mit Intellektuellen, Künstlern und Theologen.
Nach Martins frühem Tod erbte sie 1897 ein großes Vermögen. Sie begann, sich mit tödlichen Gesundheitsrisiken zu beschäftigen, veröffentlichte Texte über die Ausbreitung von Infektionskrankheiten, warnte vor überall lauernden Keimen und betrieb einen sonderbaren Gesundheitskult. Seit Ende 1901 lebte sie mit ihrer Tochter Zula, wie diese sich jetzt nannte, und ihrem Sohn Byron auf dem geerbten Landgut in Bredon’s Norton, einem Dorf fünf Kilometer von Tewkesbury entfernt.
Auf dem Anwesen richtete sie eine Landwirtschafts- und Gartenbauschule für junge Frauen ein. Zudem betrieb sie mit Zula den Aufbau einer Elementarschule im Dorf auf der Grundlage Fröbelscher Pädagogik. Die Schule ersetzte die bisherige Dorfschule und wurde nach zwei Jahren von der Schulaufsicht geschlossen. Sie förderte ihre Umgebung mit technischen Neuerungen und Wohltätigkeit, nicht immer zur Freude von Behörden und Einwohnern, die sie in ihre Pläne nicht einbezog. Darüber hinaus schuf sie Erholungs-, Debattier- und Weiterbildungsmöglichkeiten für interessierte Gäste. Schon betagt, machte sie sich um 1910 mit der aufkommenden Psychologie vertraut und trat in die Gesellschaft für Psychologie ein. 1922 beteiligte sie sich am Ankauf eines alten Herrenhauses zugunsten der Sulgrave-Institution, einer Organisation zur Förderung der britisch-amerikanischen Freundschaft. Später spendete sie ihr noch ein zweites Landhaus.
Sie starb 1927 im Alter von 88 Jahren. Ihre Erbin war Zula Woodhull.

## Nachwirkung

### Im Schrifttum
Die New York Times veröffentlichte einen Nachruf, in dessen Mittelpunkt ihre Verdienste um die amerikanisch-britischen Beziehungen stehen. Der Nachlass befindet sich in der Southern Illinois University Carbondale und in der Boston Public Library.
In ihrer History of Woman Suffrage, einer Geschichte der amerikanischen Frauenbewegung, erwähnten Elizabeth Cady Stanton, Susan B. Anthony und Matilda Joslyn Gage Woodhull kaum, im Register gar nicht. Emanie Sachs’ für viele Jahre wirkmächtige herabsetzende Biografie The Terrible Siren (Die schreckliche Sirene) erschien 1928 in New York. Zur Frage, ob Woodhull den Anliegen der amerikanischen Frauenbewegung eher genutzt oder geschadet hat, schreibt Silke Kinzig (2007):
„Radikal in ihren Ansichten über einen internationalen Sozialismus und die freie Liebe, thematisierte Woodhull in ihrem Präsidentschaftswahlkampf die sexuelle Revolution. Einige Historiker sind der Ansicht, dass Woodhull als skandalträchtige und somit polarisierende Persönlichkeit einige Verantwortung dafür trägt, dass das Frauenwahlrecht nicht bereits zu ihrer Zeit eingeführt wurde. Amanda Frisken hingegen betont Woodhulls Vorreiterrolle und ihren Beitrag zur öffentlichen Diskussion über Frauen in der Politik.“

### In der darstellenden Kunst
Das Broadway-Musical Onward Victoria (1980) war von Woodhulls Leben inspiriert.
2012 hatte die von Victoria Bond komponierte Oper Mrs. President über Woodhulls Leben in Anchorage Premiere. Am 28. Oktober 2016 wurde die gesamte Oper erstmals in New York im National Opera Center aufgeführt.
Die Oscarpreisträgerin Brie Larson spielt die Hauptrolle der Victoria Woodhull in einem Film, der 2017 in den Vereinigten Staaten gezeigt wurde.

### In der Erinnerungskultur

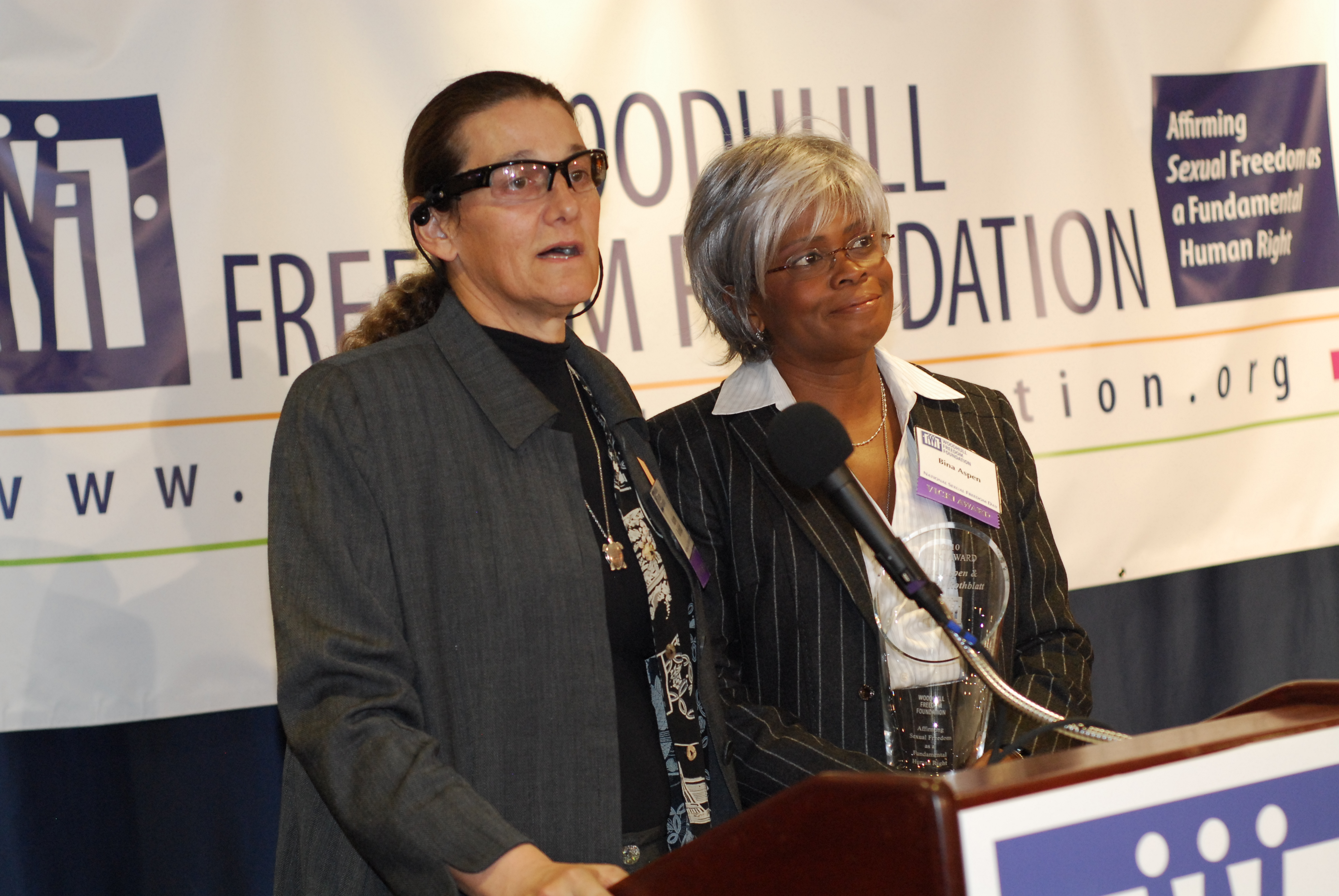
Auszeichnung durch die Woodhull Sexual Freedom Alliance, September 2010

Ein Kenotaph von Victoria Woodhull-Martin befindet sich in Tewkesbury Abbey. Vor der öffentlichen Bibliothek in Homer steht eine Gedenktafel.
The Woodhull Institute for Ethical Leadership wurde von Naomi Wolf und Margot Magowan 1997 gegründet. 2001 wurde Victoria Woodhull in die National Women’s Hall of Fame aufgenommen.
Die Woodhull Sexual Freedom Alliance wurde 2003 gegründet und nach Victoria Woodhull benannt. Sie setzt sich für Aufklärung und Frauenrechte ein. Das Büro des Manhattan Borough President ehrte sie im Jahre 2008.

## Eigene Schriften
- Selected Writings of Victoria Woodhull. Suffrage, Free Love, and Eugenics. Herausgeberschaft und Einleitung: Cari M. Carpenter. Reihe: Legacies of Nineteenth-Century American Women Writers. University of Nebraska Press; Lincoln und London 2010

## Medienecho im deutschsprachigen Raum
- Barbara Jentzsch: Ihrer Zeit weit voraus. Vor 80 Jahren starb die US-Frauenrechtlerin Victoria Claflin Woodhull. Deutschlandfunk-Kalenderblatt, 9. Juni 2007.
- Julia Roth: Victoria for President; taz.de, 23. Februar 2008.
- Gabriele Knetsch: Victoria Woodhull – Frauenrechtlerin jenseits der Klischees. (MP3; 20,2 MB) Podcast zur Sendung radioWissen, 11. Juli 2014.
- Uwe Schmitt (Die Welt): Hillarys wilde Schwester. In: Tages-Anzeiger. (Schweiz), 26. Juli 2016.
- Interview von Barbara Büttner mit Antje Schrupp: Das aussergewöhnliche Leben der Victoria Woodhull. srf 4.ch, 28. Juli 2016 (21 Min.).
- Susan Zahabzadeh: Victoria Woodhull. Die erste Frau, die US-Präsidentin werden wollte. Süddeutsche Zeitung online, 28. Juli 2016.
- Annika Glunz: Feminismus. Strategie gegen die Ausgrenzung. Die Tageszeitung online; Print: 13./14. August 2016, S. 16.
- Victoria Woodhull. Als „Mrs. Satan“ US-Präsidentin werden wollte; zdf-heute, 23. September 2016.
- Lothar Schröder: Victoria Woodhull. Diese Frau wollte erste US-Präsidentin werden. Rheinische Post online. 25. Oktober 2016.
- Marlies Kastenhofer: Mrs. Satan und das Rennen um das Weiße Haus. Die Presse, 30. Oktober 2016; online, 2. November 2016.
- Jasmin Lörchner: Erste Präsidentschafts-Kandidatin der USA. Vote for Victoria! einestages, 6. November 2016, mit Fotostrecke.